# TunnelBear
TunnelBear는 VPN 서비스이다. TunnelBear는 다른 VPN과 달리 무료서비스와 유료서비스를 제공한다. 무료서비스를 이용할 경우 한 달에 500MB를 사용할 수 있으며 유료서비스를 구매해서 사용할 경우 무제한으로 사용할 수 있다. 또한 TunnelBear는 iOS, Android, Windows, Mac, Chrome, Firefox, Opera와 호환한다.